# Giải bóng đá hạng tư quốc gia Cộng hòa Síp 1998–99
Giải bóng đá hạng tư quốc gia Cộng hòa Síp 1998–99 là mùa giải thứ 14 của giải bóng đá hạng tư Cộng hòa Síp. THOI Lakatamia giành danh hiệu đầu tiên.

## Thể thức thi đấu
Có 14 đội tham gia Giải bóng đá hạng tư quốc gia Cộng hòa Síp 1998–99. Tất cả các đội đều thi đấu 2 trận, một trân sân nhà và một trận sân khách. Đội nhiều điểm nhất sẽ lên ngôi vô địch. Ba đội đầu bảng được lên chơi tại Giải bóng đá hạng ba quốc gia Cộng hòa Síp 1999–2000 và bốn đội cuối bảng xuống chơi ở các giải khu vực.

### Hệ thống điểm
Các đội bóng nhận 3 điểm cho một trận thắng, 1 điểm cho một trận hòa và 0 điểm cho một trận thua.

## Thay đổi so với mùa giải trước
Các đội thăng hạng Giải bóng đá hạng ba quốc gia Cộng hòa Síp 1998–99
- SEK Agiou Athanasiou
- ATE PEK Ergaton
- Doxa Paliometochou

Các đội xuống hạng từ Giải bóng đá hạng ba quốc gia Cộng hòa Síp 1997–98
- AEK Kakopetrias
- Kinyras Empas
- THOI Lakatamia

Các đội thăng hạng từ các giải khu vực
- AOL Omonia Lakatamias
- AEK Kythreas
- AMEP Parekklisia
- MEAP Nisou

Các đội xuống hạng các giải khu vực
- Anorthosi Polemidion
- Salamina Dromolaxias
- Fotiakos Frenarou

## Bảng xếp hạng
| Vị thứ | Đội                    | St. | T. | H. | B. | BT. | BB. | HS. | Đ. | Ghi chú                                                                  |
| ------ | ---------------------- | --- | -- | -- | -- | --- | --- | --- | -- | ------------------------------------------------------------------------ |
| 1      | THOI Lakatamia         | 28  | 17 | 5  | 6  | 54  | 24  | 30  | 56 | Vô địch-Thăng hạng Giải bóng đá hạng ba quốc gia Cộng hòa Síp 1999–2000. |
| 2      | Kinyras Empas          | 28  | 16 | 7  | 5  | 40  | 22  | 18  | 55 | Thăng hạng Giải bóng đá hạng ba quốc gia Cộng hòa Síp 1999–2000.         |
| 3      | Ellinismos Akakiou     | 28  | 14 | 7  | 7  | 48  | 21  | 27  | 49 | Thăng hạng Giải bóng đá hạng ba quốc gia Cộng hòa Síp 1999–2000.         |
| 4      | MEAP Nisou             | 28  | 13 | 6  | 9  | 44  | 35  | 9   | 45 |                                                                          |
| 5      | Th.O.I. Avgorou FC     | 28  | 13 | 6  | 9  | 44  | 37  | 7   | 45 |                                                                          |
| 6      | AEK Kythreas           | 28  | 13 | 6  | 9  | 37  | 38  | -1  | 45 |                                                                          |
| 7      | AMEP Parekklisia       | 28  | 13 | 3  | 12 | 44  | 36  | 8   | 42 |                                                                          |
| 8      | AEK Kakopetrias        | 28  | 12 | 5  | 11 | 40  | 41  | -1  | 41 |                                                                          |
| 9      | AMEK Kapsalou          | 28  | 11 | 7  | 10 | 44  | 34  | 10  | 40 |                                                                          |
| 10     | Apollon Lympion        | 28  | 10 | 7  | 11 | 47  | 41  | 6   | 37 |                                                                          |
| 11     | Orfeas Nicosia         | 28  | 9  | 6  | 13 | 44  | 47  | -3  | 33 |                                                                          |
| 12     | Anagennisi Prosfigon   | 28  | 8  | 7  | 13 | 30  | 43  | -13 | 31 | Xuống hạng các giải khu vực.                                             |
| 13     | AOL Omonia             | 28  | 8  | 6  | 14 | 36  | 43  | -7  | 30 | Xuống hạng các giải khu vực.                                             |
| 14     | Vị thứeidonas Giolou   | 28  | 5  | 4  | 19 | 31  | 60  | -29 | 19 | Xuống hạng các giải khu vực.                                             |
| 15     | Evagoras Kato Amiantos | 28  | 4  | 6  | 18 | 30  | 91  | -61 | 18 | Xuống hạng các giải khu vực.                                             |

Hệ thống điểm: Thắng=3 điểm, Hòa=1 điểm, Thua=0 điểm
Quy tắc xếp hạng: 1) Điểm, 2) Hiệu số, 3) Bàn thắng

## Kết quả
| ↓Home / Away→ | AKK | AKT | AMK  | AMP | ANG | AOL | APL | ELN | EGR | THA | THL | KNR | MPN | ORF | PSD |
| ------------- | --- | --- | ---- | --- | --- | --- | --- | --- | --- | --- | --- | --- | --- | --- | --- |
| AEK Kak.      |     | 4-0 | 1-1  | 2-5 | 4-0 | 3-1 | 1-0 | 0-1 | 1-1 | 2-1 | 0-3 | 1-2 | 3-1 | 1-1 | 2-0 |
| AEK Kyt.      | 2-0 |     | 1-0  | 1-0 | 2-3 | 0-2 | 0-0 | 0-0 | 4-0 | 2-1 | 2-1 | 2-1 | 1-0 | 1-1 | 4-0 |
| AMEK          | 2-1 | 2-1 |      | 2-1 | 0-1 | 1-1 | 3-1 | 2-1 | 6-0 | 2-1 | 1-1 | 0-0 | 1-2 | 0-1 | 3-1 |
| AMEP          | 1-2 | 2-0 | 1-0  |     | 2-0 | 0-1 | 2-1 | 4-0 | 3-2 | 0-0 | 1-0 | 2-2 | 0-1 | 2-1 | 1-0 |
| Anagennisi    | 3-2 | 1-1 | 0-0  | 0-2 |     | 0-0 | 1-2 | 2-1 | 1-0 | 4-1 | 0-1 | 0-2 | 1-1 | 5-1 | 2-1 |
| AOL Omonia    | 1-2 | 1-2 | 2-1  | 1-2 | 4-0 |     | 1-2 | 0-2 | 6-0 | 1-2 | 0-0 | 2-0 | 2-3 | 1-1 | 2-1 |
| Apollon       | 3-0 | 1-1 | 3-1  | 1-1 | 1-1 | 0-2 |     | 0-3 | 6-2 | 1-0 | 0-1 | 1-0 | 4-0 | 1-3 | 4-0 |
| Ellinismos    | 5-0 | 7-0 | 0-1  | 3-0 | 0-0 | 4-1 | 1-1 |     | 3-0 | 1-1 | 1-1 | 0-1 | 3-0 | 4-1 | 1-0 |
| Evagoras      | 2-2 | 2-3 | 0-11 | 1-0 | 1-1 | 1-1 | 1-9 | 0-1 |     | 2-0 | 0-1 | 2-2 | 2-2 | 1-3 | 3-1 |
| THOI Avg.     | 3-1 | 2-1 | 0-0  | 3-1 | 1-0 | 2-1 | 3-0 | 2-0 | 2-0 |     | 0-0 | 1-1 | 1-1 | 3-2 | 4-2 |
| THOI Lak.     | 0-1 | 5-2 | 7-0  | 4-2 | 2-1 | 4-0 | 1-1 | 2-0 | 5-1 | 3-1 |     | 1-2 | 1-3 | 5-3 | 2-0 |
| Kinyras       | 1-0 | 0-0 | 1-0  | 1-0 | 2-1 | 1-0 | 4-1 | 1-1 | 4-1 | 1-4 | 2-0 |     | 1-1 | 1-0 | 0-1 |
| MEAP          | 0-2 | 1-2 | 2-0  | 3-2 | 3-0 | 1-1 | 2-0 | 0-1 | 4-0 | 4-1 | 0-1 | 0-1 |     | 2-2 | 1-0 |
| Orfeas        | 0-1 | 0-2 | 1-1  | 4-1 | 2-1 | 5-0 | 5-2 | 0-3 | 2-3 | 2-1 | 0-1 | 0-1 | 1-2 |     | 1-0 |
| Vị thứeidonas | 1-1 | 1-0 | 2-3  | 0-6 | 4-1 | 3-1 | 1-1 | 1-1 | 7-2 | 2-3 | 0-1 | 0-5 | 1-4 | 1-1 |     |